# 13582 Tominari
13582 Tominari eller 1993 TN2 är en asteroid i huvudbältet som upptäcktes den 15 oktober 1993 av de båda japanska astronomerna Kazuro Watanabe och Kin Endate vid Kitami-observatoriet. Den är uppkallad efter amatörastronomen Ichiro Tominari.
Den tillhör asteroidgruppen Eunomia.